# Strijkkwartet nr. 8 (Norgard)
Per Nørgård componeerde zijn Strijkkwartet nr. 8 van 1995 tot en met 1997.
De compositie als strijkkwartet staat niet op zichzelf; het is materiaal uit de kameropera Nuit des Hommes, gecomponeerd op teksten van Guillaume Apollinaire. De opera is gesitueerd in de Eerste Wereldoorlog, en dus ook het strijkkwartet. De opera beschrijft de geschiedenis van een echtpaar, dat eerst de oorlog verwelkomt, maar langzamerhand de verschrikkingen onder ogen moet zien.

## Delen
1. Proloog – Loflied
2. Mens – Beest
3. Reis
4. Invallende nacht
5. Epiloog - elegie

Deel 1, de proloog, begint onheilspellend; het strijkkwartet begint met een sirene met glissando omhoog en daarna omlaag. Het deel sluit af met daarop contrasterende en juichende klanken; een bewerking van de hymne: En nu bidden wij tot de Heilige Geest (Nu bede vi den Heligand). Deel 2 is een grimmig deel, waarin de musici ook een fragment lallend moeten zingen. Vrolijk is het echter nergens; het staat voor het verloren gaan van menselijke normen en waarden. Deel 3 is een ietwat optimistischer stuk, een weergave van het optimisme dat het begin van de 19e eeuw teweegbracht. Scherp daartegenover staat het zeer angstige deel 4 met haar fluistertonen, pianissimo-muziek in een zeer langzaam tempo. Om het geheel rond te krijgen verwijst deel 5 naar de thematiek van deel 1, nu niet heldhaftig, maar als klaaglied. Het werk sluit af met een lang aangehouden toon die langzaam in de verte verdwijnt.
Het werk is opgedragen aan het Zapolsky Kwartet, dat een leidende rol in de opera had.